# Al Jufrah
El districte d'Al Jufrah (àrab: شعبية الجفرة, xaʿbiyya al-Jufra) és un dels vint-i-dos districtes de Líbia. Es localitza al centre de Líbia i la seva capital és la ciutat de Houn. La seva població és de 52.342 habitants.